# Vandellòs i l’Hospitalet de l’Infant
Vandellòs i l’Hospitalet de l’Infant – gmina w Hiszpanii, w prowincji Tarragona, w Katalonii, o powierzchni 102,73 km². W 2011 roku gmina liczyła 5985 mieszkańców.